# Ново-Исправненский
Ново-Исправненский — хутор в Зеленчукском районе Карачаево-Черкесской республики России. Входит в состав муниципального образования Исправненское сельское поселение.

## География
Расположен в горной части республики, на реке Большой Зеленчук.
Уличная сеть
состоит из 11 географических объектов: 
- Переулки: Боевой пер., Горный пер., Короткий пер., Красный пер., Садовый пер., Школьный пер.
- Улицы: ул. Интернациональная, ул. Набережная, ул. Октябрьская, ул. Полевая, ул. Советская

Географическое положение
Расстояние до:
районного центра Зеленчукская 20 км
республиканского центра Черкесск 59 км.

## Население
| 2002 | 2010 | 2021 |
| ---- | ---- | ---- |
| 532  | ↘458 | ↘421 |

## Инфраструктура
«Средняя общеобразовательная школа х. Ново-Исправненского»
"Фельдшерско-акушерский пункт х. Ново-Исправненский"

## Транспорт
Автодорога «Сторожевая-Исправная-Черкесск».